# 28 juillet 1960
Le jeudi 28 juillet 1960 est le 210e jour de l'année 1960.

## Naissances
- Alexandre Czerniatynski, footballeur belge
- Claude Marthaler, cycliste suisse voyageur et écrivain
- Edward Matthew Rice, prélat catholique américain
- Elia Suleiman, réalisateur palestinien
- Hermine Naghdalian, femme politique arménienne
- Hitoshi Iwaaki, auteur de manga
- Jake Johannsen, acteur et scénariste américain
- Jon J Muth, dessinateur de bandes dessinées
- Mark Rowe, sprinteur américain
- Nathaniel White, tueur en série américain
- Pascal Remy, président de société
- Pascale Montpetit, actrice canadienne
- Paul Kaba Thiéba, économiste et homme politique burkinabé
- Steve Cutler, joueur de rugby australien
- Thierry Fabre, animateur de radio français
- Tim Bright, athlète américain
- Yōichi Takahashi, dessinateur japonais
- Yusuf Alli, athlète nigérian

## Décès
- Clyde Kluckhohn (né le 11 janvier 1905), anthropologue, professeur d'anthropologie à l'université de Harvard
- Enrique Amorim (né le 25 juillet 1900), romancier uruguayen
- Ethel Lilian Voynich (née le 11 mai 1864), écrivaine, musicienne et suffragette britannique
- Svetislav Milosavljević (né le 7 septembre 1882), homme politique et un haut fonctionnaire du royaume de Yougoslavie.

## Événements
- Allemagne de l'Ouest : promulgation de la Loi Volkswagen
- Début de la tempête tropicale Brenda, qui touchera la Floride, la côte est des États-Unis, et l'Est du Canada.